# HD240121
HD240121 — хімічно пекулярна зоря спектрального класу B9, що має видиму зоряну величину в смузі V приблизно  9,6.
Вона  розташована на відстані близько 1418,1 світлових років від Сонця.

## Пекулярний хімічний склад
Зоряна атмосфера HD240121 має підвищений вміст 
Si
.